# 集体乡
集体乡，是中华人民共和国吉林省松原市长岭县下辖的一个乡镇级行政单位。

## 行政区划
集体乡下辖以下地区：
东双村、胜利村、望海村、集体村、高坨子村、高家窝堡村、东金保村和西双村。